# 奧德本德 (加利福尼亞州)
奧德本德（英語：Ordbend）是位於美國加利福尼亞州格伦縣的一個非建制地區。該地的面積和人口皆未知。

## 地理
奧德本德的座標為39°37′47″N 122°00′20″W / 39.62972°N 122.00556°W，而該地的平均海拔高度為37米（即121英尺）。